# 生產路-大學站
生產路－大學站（英語：Production Way–University Station）是加拿大卑詩省本拿比一座架空列車千禧線和博覽線車站，為運輸聯線收費架構中二號收費區的其中一個車站。此站位於本拿比東部洛歇公路和生產路的交界處，並是通往西門菲沙大學巴士線的總站，因而得名。
此站於2002年8月31日開幕，往後14年僅有千禧線的列車在此停靠。為了配合千禧線的長青延線於2016年末通車，運輸聯線率先於同年10月22日重組架空列車網絡，博覽線經原屬千禧線的軌道從二埠哥倫比亞站伸展至洛歇鎮中心站，再與千禧線共構運行至此站為止。生產路－大學站遂從當日起成為博覽線的其中一個市郊終點站，以及該線和千禧線之間的轉乘站。

## 未來發展
由於西門菲沙大學坐落本拿比山上，冬季路面有冰雪時不便巴士上落山，校方因此於2009年提出興建空中纜車連接大學校園和生產路－大學站，以改善冬季通勤效率和減少溫室氣體排放。運輸聯線從2010年至2011年就項目可行性進行研究，結論為建議有其長處，因此會考慮將之列入運輸聯線的長遠策略性交通大綱。

## 車站設計

### 樓層
| T | 1號月台  | 千禧線往溫哥華社區學院－克拉克站（湖城路站） · 博覽線落客月台                 |
| T | 島式月台 |                                                                               |
| T | 2號月台  | 千禧線往拉法基湖－道格拉斯站（洛歇鎮中心站） · 博覽線往濱海站（洛歇鎮中心站） |
| S | 地面     | 出入口、自動售票機、驗票閘門                                                  |

## 接駁交通
生產路－大學站外的巴士站編排如下：
| 巴士站編號 | 服務路線                                                                                             |
| ---------- | --- |
| 1          | 145號巴士，往西門菲沙大學方向                                                                        |
| 2          | 110號巴士，往鐵道鎮站方向 136號巴士，途經洛歇公路往洛歇鎮中心站方向 N9號深宵巴士，往高貴林中央站方向 |
| 3          | 110號巴士，途經蘇利文高地往洛歇鎮中心站方向 136號巴士，往布倫活鎮中心站方向                          |
| 4          | 145號巴士，只供落客 N9號深宵巴士，往溫哥華市中心方向                                                 |

## 外部連結
- 维基共享资源上的相關多媒體資源：生産路－大學站